# Waldemar Vinz
Waldemar Vinz (* 10. September 1906 in Esch im Taunus; † 2. Dezember 1986 in Magdeburg) war ein deutscher Ingenieur.

## Leben
Vinz wurde als jüngstes von neun Kindern in eine Lehrerfamilie geboren. Nachdem er bis 1922 das Königliche Realgymnasium in Wiesbaden besucht hatte, absolvierte er ein einjähriges Praktikum in der Schiffswerft Wiesbaden-Schierstein. Er ging dann nach Kiel und studierte an der dortigen Schule für Maschinenbau. Nach Abschluss des Studiums ging er als Ingenieur zur Maschinenfabrik Güldner in Aschaffenburg und konstruierte Gasmotoren. 1931 nahm er eine Anstellung bei der Motorenfabrik Deutz AG in Köln an. Sein Arbeitsgebiet umfasste die Entwicklung von für den Einsatz auf Schiffen und als Elektrostationen vorgesehenen 4-Takt-Dieselmotoren. 1935 wechselte er nach Breslau zur Firma Lincke-Hoffmann. Auch hier war er mit der Entwicklung von Motoren und Generatoren befasst. Nach vier Jahren ging er eine Anstellung bei der Magdeburger Firma Schäffer & Budenberg ein, wo er bis 1949 die Funktion eines technischen Beraters des kaufmännischen Direktors Fritz Riepe innehatte. 1950 wurde er dann technischer Direktor des SAG Schwermaschinenbau „Karl Liebknecht“ Magdeburg (SKL) im Magdeburger Stadtteil Salbke. Er wirkte an einer Umprofilierung des Unternehmens mit einer Sortimentsbereinigung insbesondere hin zu Dieselmotoren und Chemieanlagen mit und war 1957 zeitweilig kommissarischer Leiter des Unternehmens.
Nach der Gründung der Hochschule für Schwermaschinenbau Magdeburg im Jahr 1953 gehörte Vinz für mehrere Jahre als Vertreter der Industrie dem Senat der Hochschule an. 1968 schied er aus gesundheitlichen Gründen aus dem Berufsleben aus. Zumindest in den 1980er Jahren lebte Vinz in der Förderstedter Straße 76 im Magdeburger Stadtteil Leipziger Straße.